# Elite Ice Hockey League
Elite Ice Hockey League (EIHL) – najwyższy poziom ligowy rozgrywek hokeja na lodzie w Wielkiej Brytanii.

## Historia
Rozgrywki zostały założone w 2003. Wcześniej liga w Wielkiej Brytanii nosiła nazwę Ice Hockey Superleague (1996-2003). Przed nimi istniała jeszcze British Hockey League (1982-1996).
Historyczne nazwy rozgrywek brytyjskich
- 1982–1996: British Hockey League
- 1996–2003: Ice Hockey Superleague
- 2004–: Elite Ice Hockey League

Drugim brytyjskim poziomem rozgrywkowym został English Premier Ice Hockey League (EPIHL bądź EPL). Jednakże stan uczestników ligi EIHL jest zamknięty i nie dochodzi do spadków oraz awansów.
Sponsorem ligi została brytyjska tania linia lotnicza bmibaby.

## Triumfatorzy
| Sezon     | Sezon regularny Tytuł mistrzowski        | Zwycięzca play-off                       | Zdobywca Challenge Cup                   | Zdobywca Knockout Cup                    | 20/20 Hockey Fest                        |
| --------- | ---------------------------------------- | ---------------------------------------- | ---------------------------------------- | ---------------------------------------- | ---------------------------------------- |
| 2003/2004 | Sheffield Steelers                       | Sheffield Steelers                       | Nottingham Panthers                      | –                                        | –                                        |
| 2004/2005 | Coventry Blaze                           | Coventry Blaze                           | Coventry Blaze                           | –                                        | –                                        |
| 2005/2006 | Belfast Giants                           | Newcastle Vipers                         | Cardiff Devils                           | Sheffield Steelers                       | –                                        |
| 2006/2007 | Coventry Blaze                           | Nottingham Panthers                      | Coventry Blaze                           | Cardiff Devils                           | –                                        |
| 2007/2008 | Coventry Blaze                           | Sheffield Steelers                       | Nottingham Panthers                      | Coventry Blaze                           | –                                        |
| 2008/2009 | Sheffield Steelers                       | Sheffield Steelers                       | Belfast Giants                           | Belfast Giants                           | –                                        |
| 2009/2010 | Coventry Blaze                           | Belfast Giants                           | Nottingham Panthers                      | –                                        | Sheffield Steelers                       |
| 2010/2011 | Sheffield Steelers                       | Nottingham Panthers                      | Nottingham Panthers                      | –                                        | Braehead Clan                            |
| 2011/2012 | Belfast Giants                           | Nottingham Panthers                      | Nottingham Panthers                      | –                                        | –                                        |
| 2012/2013 | Nottingham Panthers                      | Nottingham Panthers                      | Nottingham Panthers                      | –                                        | –                                        |
| 2013/2014 | Belfast Giants                           | Sheffield Steelers                       | Nottingham Panthers                      | –                                        | –                                        |
| 2014/2015 | Sheffield Steelers                       | Coventry Blaze                           | Cardiff Devils                           | –                                        | –                                        |
| 2015/2016 | Sheffield Steelers                       | Nottingham Panthers                      | Nottingham Panthers                      | –                                        | –                                        |
| 2016/2017 | Cardiff Devils                           | Sheffield Steelers                       | Cardiff Devils                           | –                                        | –                                        |
| 2017/2018 | Cardiff Devils                           | Cardiff Devils                           | Belfast Giants                           | –                                        | –                                        |
| 2018/2019 | Belfast Giants                           | Cardiff Devils                           | Belfast Giants                           | –                                        | –                                        |
| 2019/2020 | nie wyłoniony                            | nie wyłoniony                            | Sheffield Steelers                       | –                                        | –                                        |
| 2020/2021 | Sezon odwołany wskutek pandemii COVID-19 | Sezon odwołany wskutek pandemii COVID-19 | Sezon odwołany wskutek pandemii COVID-19 | Sezon odwołany wskutek pandemii COVID-19 | Sezon odwołany wskutek pandemii COVID-19 |
| 2021/2022 | Belfast Giants                           | Cardiff Devils                           | Belfast Giants                           | –                                        | –                                        |

## Uczestnicy
W lidze mają swoich przedstawiciele wszystkie cztery części składowe Wielkiej Brytanii: Anglia, Irlandia Północna, Szkocja i Walia. W 2015 klub Hull Stingrays został zastąpiony przez Manchester Storm. Liga skupiała 10 uczestników do 2017 roku, gdy przyjęto dwa nowe zespoły: Milton Keynes Lightning i Guildford Flames. Dokonano wówczas podziału na trzy konferencje w rozgrywkach: Konferencja Gardinera (Braehead Clan, Dundee Stars, Edinburgh Capitals, Fife Flyers), Konferencja Erhardta (Belfast Giants, Cardiff Devils, Nottingham Panthers, Sheffield Steelers), Konferencja Pattona (Coventry Blaze, Manchester Storm, Guildford Flames, Milton Keynes Lightning).
W 2018 ligę opuściły Edinburgh Capitals, a w 2019 Milton Keynes Lightning. W lipcu 2020 ogłoszono zmianę nazwę dotychczasowego klubu Braehead Clan na Glasgow Clan.
Skład w sezonie 2021/2022:
| Klub                | Zał. | Miasto     | Lodowisko                        | Pojemność |
| ------------------- | ---- | ---------- | -------------------------------- | --------- |
| Belfast Giants      | 2000 | Belfast    | Odyssey Arena                    | 9 957     |
| Cardiff Devils      | 1986 | Cardiff    | Cardiff Bay Ice Rink             | 2 500     |
| Coventry Blaze      | 2000 | Coventry   | SkyDome Arena                    | 2 600     |
| Dundee Stars        | 2001 | Dundee     | Dundee Ice Arena                 | 2 300     |
| Fife Flyers         | 1938 | Kirkcaldy  | Fife Ice Arena                   | 3 280     |
| Glasgow Clan        | 2010 | Glasgow    | Braehead Arena                   | 4 000     |
| Guildford Flames    | 1992 | Guildford  | Guildford Spectrum               | 2 200     |
| Manchester Storm    | 2015 | Altrincham | Silverblades Ice Rink Altrincham | 2 100     |
| Nottingham Panthers | 1946 | Nottingham | National Ice Centre              | 8 000     |
| Sheffield Steelers  | 1991 | Sheffield  | Sheffield Arena                  | 9 000     |